# Egzamin z życia (polski serial telewizyjny)
Egzamin z życia – polski serial obyczajowy, emitowany w TVP2 od 6 marca 2005 do 1 czerwca 2008, stworzony przez Teresę Kotlarczyk. Opowiada o losach grupy przyjaciół – absolwentów liceum z jednej z podwarszawskich miejscowości. Pierwsza seria koncentrowała się na problemach związanych z naturą młodych ludzi i ich konfliktach z otoczeniem, kolejne serie pokazują ich losy po przeprowadzce do Warszawy.
Piosenkę tytułową „Parę chwil” wykonuje zespół IRA.

## Obsada
- Magdalena Turczeniewicz – Tatiana Unger
- Mateusz Damięcki – Michał Oleszuk
- Dominika Łakomska – Dominika Reczek
- Sambor Czarnota – Łukasz Wroński
- Monika Buchowiec – Magda Bednarz
- Michał Sitarski – Konrad Kopczyński
- Anna Prus – Sylwia Sadowska
- Bogusław Kudłek – Andrzej Chełmicki
- Marta Gajko – Diana Wójcik
- Grzegorz Małecki – Bartek Reczek
- Patricia Kazadi – Ania Chełmicka
- Lesław Żurek – Grzegorz Kopczyński
- Joanna Szurmiej-Rzączyńska – Aldona Jaremczuk
- Waldemar Barwiński – Paweł Pawik
- Katarzyna Anzorge – Kasia, recepcjonistka w firmie Karola Chełmickiego
- Leszek Lichota – Jacek Bednarz
- Antonina Choroszy – Maria Oleszuk
- Wiesław Komasa – Tomasz Oleszuk
- Zofia Kucówna – Zuza Chełmicka
- Krzysztof Dracz – Karol Chełmicki
- Anna Seniuk – Jadwiga Kleiberg
- Jan Nowicki – Emil Stokłosa
- Karolina Reding – Laura, córka Magdy
- Krzysztof Globisz – Seweryn Kleiberg
- Magdalena Kizinkiewicz – Agnieszka Chudziak
- Piotr Grabowski – Marek Weber, prezes Narvik Trust
- Agnieszka Dulęba-Kasza – Majka
- Żora Korolyov – Anatolij Romanow
- Laura Samojłowicz – Marlena
- Lech Dyblik – Henryk Unger
- Małgorzata Zofia Zawadzka – Véronique Hennequin
- Jan Frycz – dr Piotr Rudnicki

## Spis serii
| Seria | Seria | Sezon       | Odcinki      | Premiera serii   | Finał serii     | Pora emisji      | Średnia oglądalność |
| ----- | ----- | ----------- | ------------ | ---------------- | --------------- | ---------------- | ------------------- |
|       | 1.    | wiosna 2005 | 1–15 (15)    | 6 marca 2005     | 26 czerwca 2005 | niedziela, 21:00 | bd.                 |
|       | 2.    | jesień 2005 | 16–29 (14)   | 11 września 2005 | 18 grudnia 2005 | niedziela, 21:00 | bd.                 |
|       | 3.    | wiosna 2006 | 30–50 (21)   | 15 stycznia 2006 | 18 czerwca 2006 | niedziela, 17:00 | bd.                 |
|       | 4.    | jesień 2006 | 51–86 (36)   | 10 września 2006 | 24 czerwca 2007 | niedziela, 17:00 | bd.                 |
|       | 5.    | jesień 2007 | 87–99 (13)   | 9 września 2007  | 23 grudnia 2007 | niedziela, 17:00 | 2,25 mln            |
|       | 6.    | wiosna 2008 | 100–112 (13) | 9 marca 2008     | 1 czerwca 2008  | niedziela, 17:00 | bd.                 |